# Bernhard Wencke
Bernhard Wencke (* 7. September 1814 in Bremen; † 11. Juli 1881 in Hamburg) war ein deutscher Schiffbauunternehmer und Reeder.

## Leben
Bernhard Wencke war ein Sohn des Bremer Schiffbauers Friedrich Wencke (1779–1865) und dessen Ehefrau Catharina Elisabeth, geborene Wulssen. Der Schiffbauunternehmer und Reeder Friedrich Wilhelm Wencke (1806–1859) war sein älterer Bruder. Wencke absolvierte, genauso wie sein Bruder, eine Ausbildung als Schiffbauer. Er machte sich in der Nähe der Werft seines Vaters mit einer eigenen Werft am Stephanitorsbollwerk selbstständig und begann dort um 1838 auf eigene Rechnung mit dem Schiffbau.
Anlässlich einer Besichtigung des Trockendocks, das Wenckes Bruder in dessen Werft in Bremerhaven an der Geeste errichtet hatte, kam Wencke 1846 mit dem Hamburger Reeder Robert Miles Sloman in Kontakt. Dieser hatte die Idee, ein solches Dock auch in Hamburg zu bauen. Deshalb ging Wencke nach Hamburg und fand auf der Elbinsel Steinwärder an der Mündung des Reiherstiegs in die Norderelbe einen geeigneten Bauplatz für das Vorhaben. Slomann pachtete das Gelände am 30. September 1847 von der Hamburger Kämmerei. Wencke zog Anfang 1848 mit seiner Familie nach Hamburg um und wurde am 26. Mai 1848 Hamburger Bürger, behielt jedoch zunächst noch das Bremer Bürgerrecht.
Er begann auf Steinwärder ein Trockendock zu errichten, stieß jedoch aufgrund des feuchten Baugrunds auf Schwierigkeiten. Es kam häufig zu Wassereinbrüchen, wodurch ein andauernder Betrieb von Pumpen notwendig wurde. Man sprach scherzhaft von einem „Quellental“. Trotzdem konnte Wencke im Oktober 1851 die Vollendung des Neubaus verkünden und den Betrieb aufnehmen. Zu dieser Zeit gab er auch sein bisheriges Bremer Bürgerrecht auf. Neben dem Reparaturbetrieb baute er einen Werftplatz aus und begann mit dem Schiffbau. Wencke erreichte die Umschreibung des Betriebsgeländes auf seinen Namen und nahm seinen Wohnsitz in der Norderelbstraße. Seine Söhne Friedrich Wencke (1842–1905) und Heinrich Wencke (1844–1919) erhielten beide im Ausland eine Ausbildung als Schiffbauer und unterstützten danach ihren Vater in der Werftleitung. Diese Zusammenarbeit war so erfolgreich, dass sich Bernhard Wenke zusätzlich dem Reedereigeschäft zuwenden konnte. 1866 übernahmen die beiden Söhne die Werft mit dem Trockendock vollständig und Wenke blieb bei der Reedereitätigkeit. Seinen Wohnort verlegte er von Steinwärder in die Eimsbütteler Straße Nr. 38.
Wencke gehörte von 1862 bis 1865 und 1874 bis 1876 der Hamburgischen Bürgerschaft an. Zudem war er Mitglied der Deputation für Handel und Schifffahrt. 